# Fronteira Quénia–Tanzânia
A fronteira entre Quénia e Tanzânia é a linha que limita os territórios do Quénia e da Tanzânia. Trata-se de uma fronteira com grandes segmentos em linha recta. Começa na margem oriental do lago Vitória, seguindo para sudeste e servindo de limite também às reservas do Parque Nacional de Serengueti (Tanzânia) e Masai Mara (Quénia). Passa depois poucos quilómetros a norte do monte Kilimanjaro, o mais alto de África, continuando até chegar ao canal de Pemba, no Oceano Índico.

## Histórico
A região fronteiriça foi um foco de tensão no final da década de 1970, e durante os anos de 2007 e de 2017 quando houve confrontos transfronteiriços protagonizados pelos massais devido ao roubo de gado.